# Sphinia crocea
Sphinia crocea är en insektsart som beskrevs av Blanchard 1852. Sphinia crocea ingår i släktet Sphinia och familjen rundbladloppor. Inga underarter finns listade i Catalogue of Life.